# St. Vitus (Immelstetten)

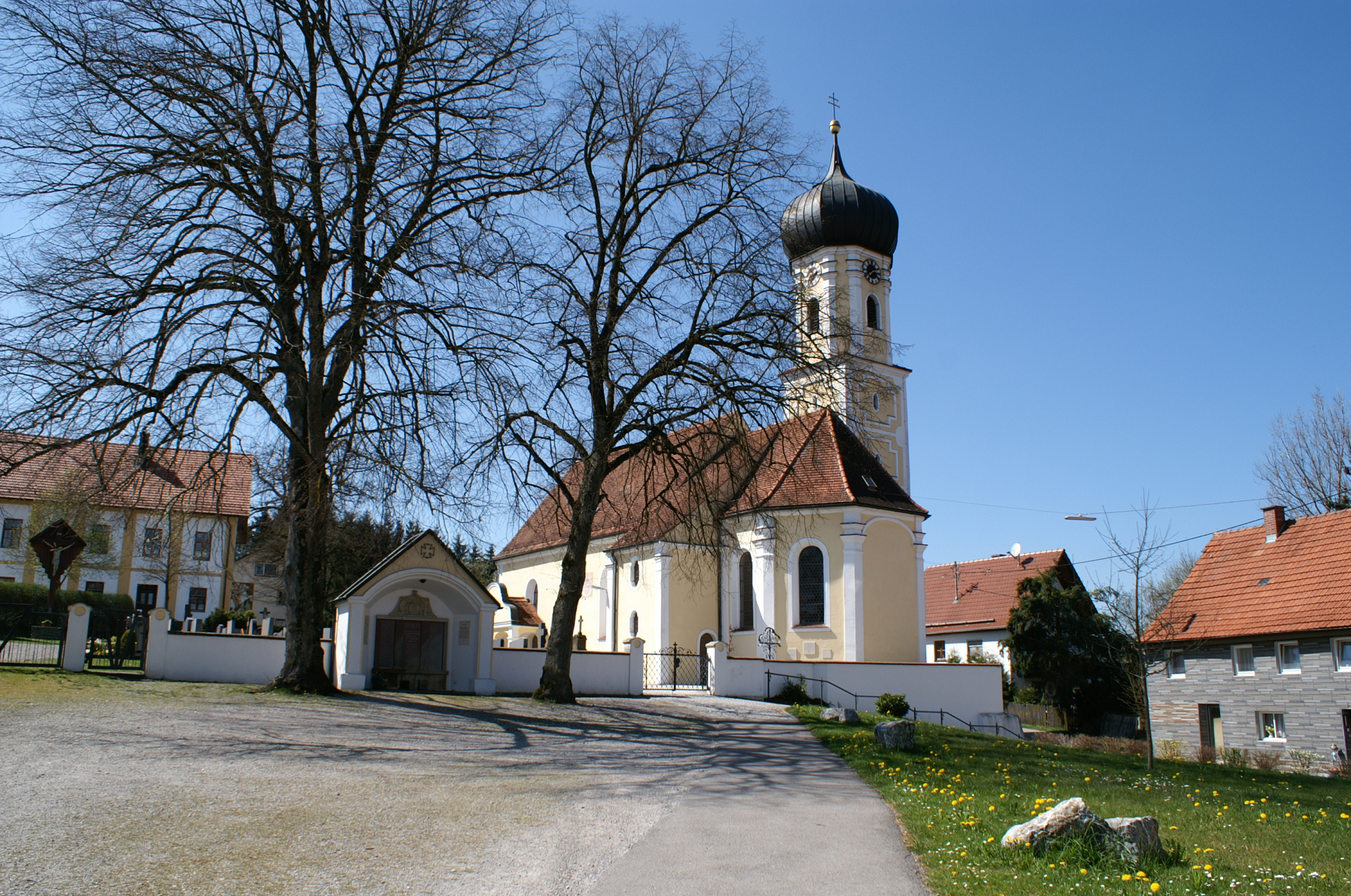
Ansicht der Kirche von Osten

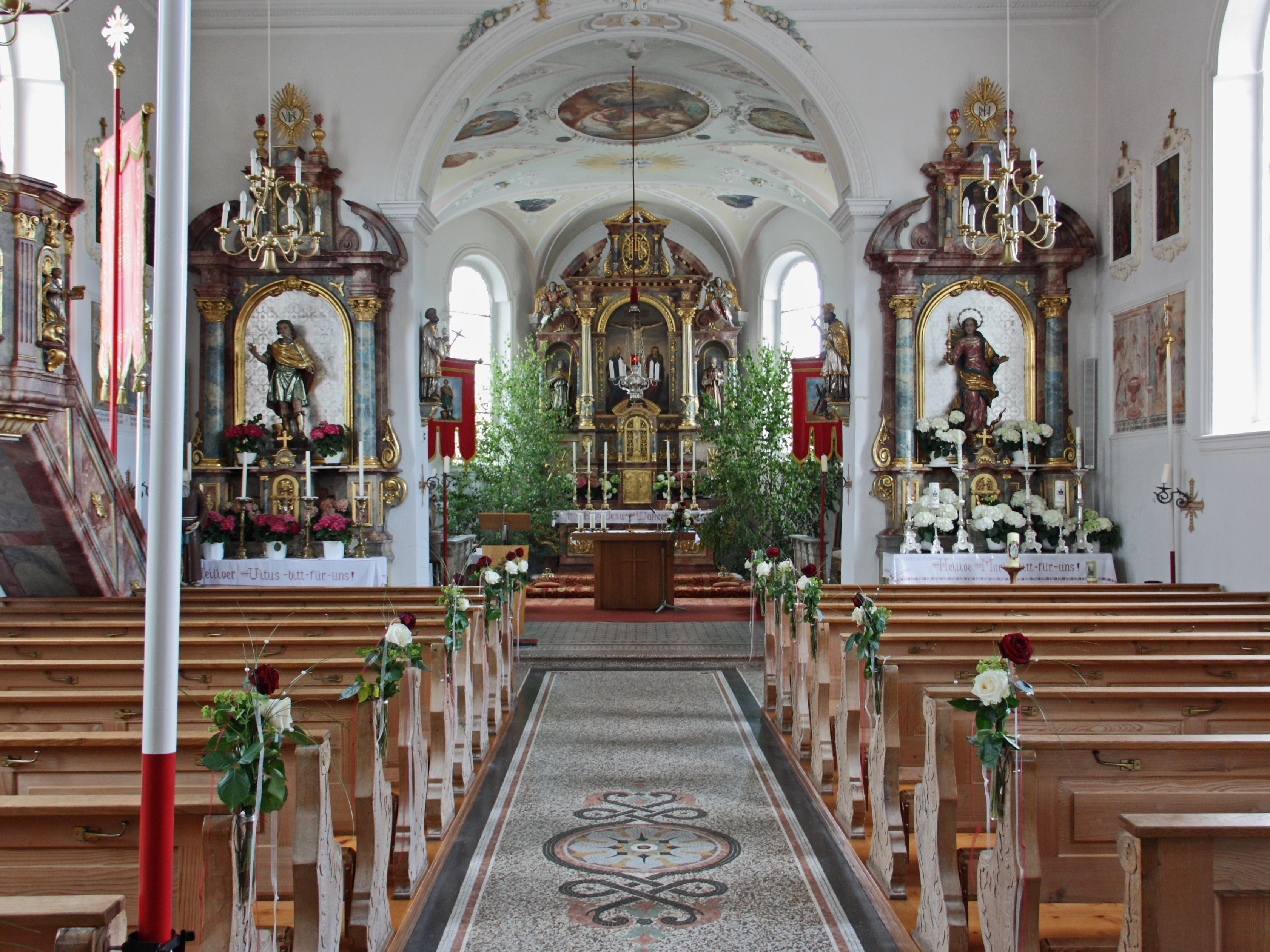
Innenansicht der Kirche

St. Vitus ist eine römisch-katholische Pfarrkirche im oberschwäbischen Immelstetten, einem Teilort von Markt Wald. Sie liegt in der nördlichen Hälfte des Straßendorfes am Kirchbach auf einem ansteigenden Hügel.

## Beschreibung
Die im Kern wohl spätmittelalterliche Pfarrkirche St. Vitus war ursprünglich vermutlich Filialkirche von Steinekirch. Es ist ein flachgedeckter Saalbau mit eingezogenem Chor unter flacher Stichkappentonne und nördlichem Turm mit Zwiebelhaube. Der barocke Umbau des Vorgängerbaus erfolgte durch Valerian Brenner in den Jahren 1711 bis 1713.

## Ausstattung
Die barocke Kirchenausstattung wurde mehrfach umgestaltet. Der dem heiligen Vitus geweihte Altar wurde von Pfarrer Dominikus Waldner 1746 auf eigene Kosten errichtet. Vier Figuren der Evangelisten Matthäus, Markus, Lukas und Johannes in den flachen Muschelnischen am polygonalen Korpus der jetzigen, neubarocken Kanzel stammen noch aus der Zeit des Kirchenbaus. Bei der Renovierung 1923 wurde ein Wandgemälde freigelegt, das Szenen aus der Vitus-Legende von 1711 zeigt.